# Elasmotropis
Elasmotropis is een geslacht van wantsen uit de familie van de Miridae (Blindwantsen). Het geslacht werd voor het eerst wetenschappelijk beschreven door Carl Stål in 1874.

## Soorten
Het genus bevat de volgende soorten:

- Elasmotropis abimva (Schouteden, 1953)
- Elasmotropis burgeoni (Schouteden, 1953)
- Elasmotropis distans (Jakovlev, 1903)
- Elasmotropis motoensis (Schouteden, 1953)
- Elasmotropis podocarpi Linnavuori, 1977
- Elasmotropis selecta (Horváth, 1891)
- Elasmotropis testacea (Herrich-Schaeffer, 1830)
- Elasmotropis villosa Linnavuori, 1977